# Maumtrasna
Lo Maumtrasna (gaelico irlandese: Maamtrasna, "montagna cospicua") è un monte irlandese situato nella parte meridionale del Mayo in prossimità del confine con la contea di Galway, ed è la vetta più elevata dei Monti Partry con i suoi 682 m s.l.m. La vetta si trova ad una quota di 721 m s.l.m.
In prossimità della vetta del monte sorge il fiume Srahnalong che alimenta la sponda occidentale del Lough Mask. Sulle pendici meridionale della montagna sorge l'omonimo villaggio di Maumtrasna, famoso per il delitto che si consumò nel 1882.
Ci sono due sentieri per raggiungere la vetta della montagna: uno parte da Cappaghduff nei pressi del Lough Mask ad Est della montagna mentre il secondo parte da Sud in prossimità del Loch Na Fooey.